# اندی بارنز
اندی بارنز (انگلیسی: Andy Barnes; ۳۱ مارس ۱۹۶۷ – ۳۰ نوامبر ۲۰۱۷) بازیکن فوتبال اهل بریتانیا بود.
از باشگاه‌هایی که در آن بازی کرده‌است می‌توان به باشگاه فوتبال کریستال پالاس، باشگاه فوتبال ساتون یونایتد، و باشگاه فوتبال کارلایل یونایتد اشاره کرد.